# 张维庆
张维庆（1944年3月—），男，陕西临潼人，中华人民共和国政治人物。北京大学哲学系毕业，研究员。中共第十五、十六届中央委员。曾任山西省人民政府副省长，国家计划生育委员会主任，国家人口和计划生育委员会主任。

## 生平
1970年大学毕业后，张维庆被分配到属国家级贫困县的山西省保德县工作；并在山西工作了24年。1972年6月加入中国共产党。曾历任保德县小学教员，公社团委副书记，保德县共青团委书记，县委常委、副书记、书记；后调到长治市下辖的壶关县，任县委书记。1982年，张维庆被提升为共青团山西省委书记；仅一年后，又被攫升为山西省人民政府副省长，时年39岁；1985年，当选中共山西省委常委，同时出任省委宣传部部长；于1993年至1994年间，再度出任山西省人民政府副省长。
1994年9月，调国家计划生育委员会工作，从此仕途停滞不前；直到1998年3月，已在副省部级职位上“苦熬”十五年的张维庆，终于在第九届全国人大一次会上，被任命为国家计划生育委员会主任，成为朱镕基的“内阁”成员。2003年3月，在十届全国人大一次会上通过的国务院组成机构改革方案，将该机构更名为国家人口和计划生育委员会。2003年3月17日，中华人民共和国国家主席胡锦涛发布第二号中华人民共和国主席令，根据中华人民共和国第十届全国人民代表大会第一次会议的决定，张维庆被任命为国家人口和计划生育委员会主任。
2007年8月，还未届满的张维庆，被免去了国家计生委中共党组书记的职务，改任党组成员，显示即将退休。2008年3月，在十一届全国政协一次会议上，张维庆当选为全国政协常委，并出任全国政协人口资源环境委员会主任。2013年全国政协换届，其领导成员必需是1945年后出生，张维庆因其为1945年前出生不再继续担任全国政协常委、委员，全国政协人口资源环境委员会主任，退休。
2010年3月5日，在第十一届全国政协第三次会议的一次分组讨论会上，张维庆针对当前中国官场的不正之风提出了八条建议。在被媒体报道后，引起社会讨论。中国各大网站，如新华网（页面存档备份，存于）、新浪网（页面存档备份，存于）同时转载了这一报道。其中，有媒体评价“张维庆有26年高官经历，对官场相当熟悉；所列举的官场不正之风及纠偏建议，自然入木三分”。
媒体总结张维庆的八条意见，

- 其一，公权私化，滋生腐败，权钱交易利益链未斩断。
- 其二，任人唯亲，触目惊心，官卖官严重。
- 其三，明规则潜规则双轨运行。
- 其四，领导考察下基层，难听到真实情况。
- 其五，接待方式，规格过高；迎来送往成经济政治负担。
- 其六，各种会议，越开越多；大家都不敢讲心里话。
- 其七，秘书班子有“八股”习气，咬文嚼字。
- 其八，指导工作，全凭讲话。 